# Ефимов, Иван Ефимович (депутат Думы)
Иван Ефимович Ефимов (1862 — ?) — крестьянин, депутат Государственной думы Российской империи II созыва от Новгородской губернии.

## Биография
Крестьянин деревни Озерки Старорусского уезда Новгородской губернии. Выпускник земской сельской школы. Занимался земледелием на наделе площадью 18 десятин.
7 февраля 1907 избран в Государственную думу Российской империи II созыва от съезда от общего состава выборщиков Новгородского губернского избирательного собрания. Был близок к фракции «Союза 17 октября».
Дальнейшая судьба и дата смерти неизвестны.

### Архивы
- Российский государственный исторический архив. Фонд 1278. Опись 1 (2-й созыв). Дело 149; Дело 531. Лист 3 оборот, 14 оборот.